# Бон-Ом (округ, Південна Дакота)
Шаблон:StateAbbr_ 42°59′ пн. ш. 97°53′ зх. д. / 42.99° пн. ш. 97.88° зх. д.
Округ Бон-Ом (англ. Bon Homme County) — округ (графство) у штаті Південна Дакота, США. Ідентифікатор округу 46009.

## Історія
Округ утворений 1862 року.

## Демографія
За даними перепису
2000 року
загальне населення округу становило 7260 осіб, усе сільське.
Серед мешканців округу чоловіків було 4005, а жінок — 3255. В окрузі було 2635 домогосподарств, 1786 родин, які мешкали в 3007 будинках.
Середній розмір родини становив 2,95.
Віковий розподіл населення поданий у таблиці:
| Стать    | До 15 років | 15-21 | 22-29 | 30-39 | 40-49 | 50-65 | 65-85 | Понад 85 |
| -------- | ----------- | ----- | ----- | ----- | ----- | ----- | ----- | -------- |
| Чоловіки | 679         | 438   | 421   | 625   | 635   | 578   | 553   | 76       |
| Жінки    | 617         | 248   | 186   | 381   | 450   | 489   | 708   | 176      |

## Суміжні округи
- Гатчинсон — північ
- Янктон — схід
- Нокс, Небраска — південь
- Чарлз-Мікс — захід

## Виноски
1. ↑  US Decennial Census. US Census Bureau. Архів оригіналу за 26 квітня 2015. Процитовано 22 березня 2015.
2. ↑  Historical Census Browser. University of Virginia Library. Архів оригіналу за 11 серпня 2012. Процитовано 22 березня 2015.
3. ↑  Forstall, Richard L., ред. (27 березня 1995). Population of Counties by Decennial Census: 1900 to 1990. US Census Bureau. Архів оригіналу за 28 грудня 2008. Процитовано 22 березня 2015.
4. ↑  Census 2000 PHC-T-4. Ranking Tables for Counties: 1990 and 2000 (PDF). US Census Bureau. 2 квітня 2001. Архів оригіналу (PDF) за 18 грудня 2014. Процитовано 22 березня 2015.
5. ↑  State & County QuickFacts. Бюро перепису населення США. Архів оригіналу за 7 липня 2011. Процитовано 26 листопада 2013. [Архівовано 2011-06-07 у Wayback Machine.](англ.) Наведено за англійською вікіпедією.
6. ↑  American FactFinder. Бюро перепису населення США. Архів оригіналу за 26 лютого 2012. Процитовано 31 січня 2008. [Архівовано 2008-05-21 у Wayback Machine.]

| США | Це незавершена стаття з географії США. Ви можете допомогти проєкту, виправивши або дописавши її. |